# Ейсід-хауз

Жовтий смайл — символ ейсід-хаузу

Ейсід-хауз (англ. acid house) — напрямок електронної музики, різновид музики «хауз», який з'явився в середині 1980-х років, коли ді-джеї, що працювали у напрямку хауз, долучили до нього глибокий басовий звук, отриманий на синтезаторі Roland TB-303. Широку популярність ейсід-хауз отримав на знаменитому фестивалі «Summer of Love», який проводився влітку 1988 року. Символом цього музичного напрямку став жовтий смайлик.
Серед музикантів, що працювали в цьому напрямку: Phuture, DJ Pierre, Armando, Mr. Lee, Fast Eddie, Adonis, Lil Louis, 808 State, A Guy Called Gerald, The KLF, The Shamen, Psychic TV, S'Express, D Mob, Guru Josh та інші.